# Harald Krabbe
Harald Krabbe, född den 13 mars 1831 i Köpenhamn, död där den 25 april 1917, var en dansk zoolog, son till general Oluf Krabbe, far till juristen Oluf H. Krabbe.
Krabbe blev 1857 medicine doktor och 1858 assistent, 1880 lärare (senare professor) i anatomi och fysiologi vid Veterinaer- og landbohöjskolen till 1902. Av hans större skrifter kan nämnas: Erindringsord til foreläsninger over hestens anatomi (1885-89) och Huspattedyrenes, saerlig hestens, bygning og liv (1892). Därjämte redigerade han 1871-94 "Tidsskrift for veterinaerer" och skrev där bland annat Varmemaaling hos husdyrene (1871). Särskilt gjorde han sig känd genom förtjänstfulla arbeten om intestinalmaskarna och påvisade, att hydatidsjukdomen hos människor på Island kom av en motsvarande sjukdom hos hundarna.

## Utmärkelser
- Dannebrogsmännens hederstecken,  1894[2]
- Kommendör av Dannebrogorden,  1907[2]

[Redigera Wikidata]